# Republica Moldova la Jocurile Olimpice de vară din 2024

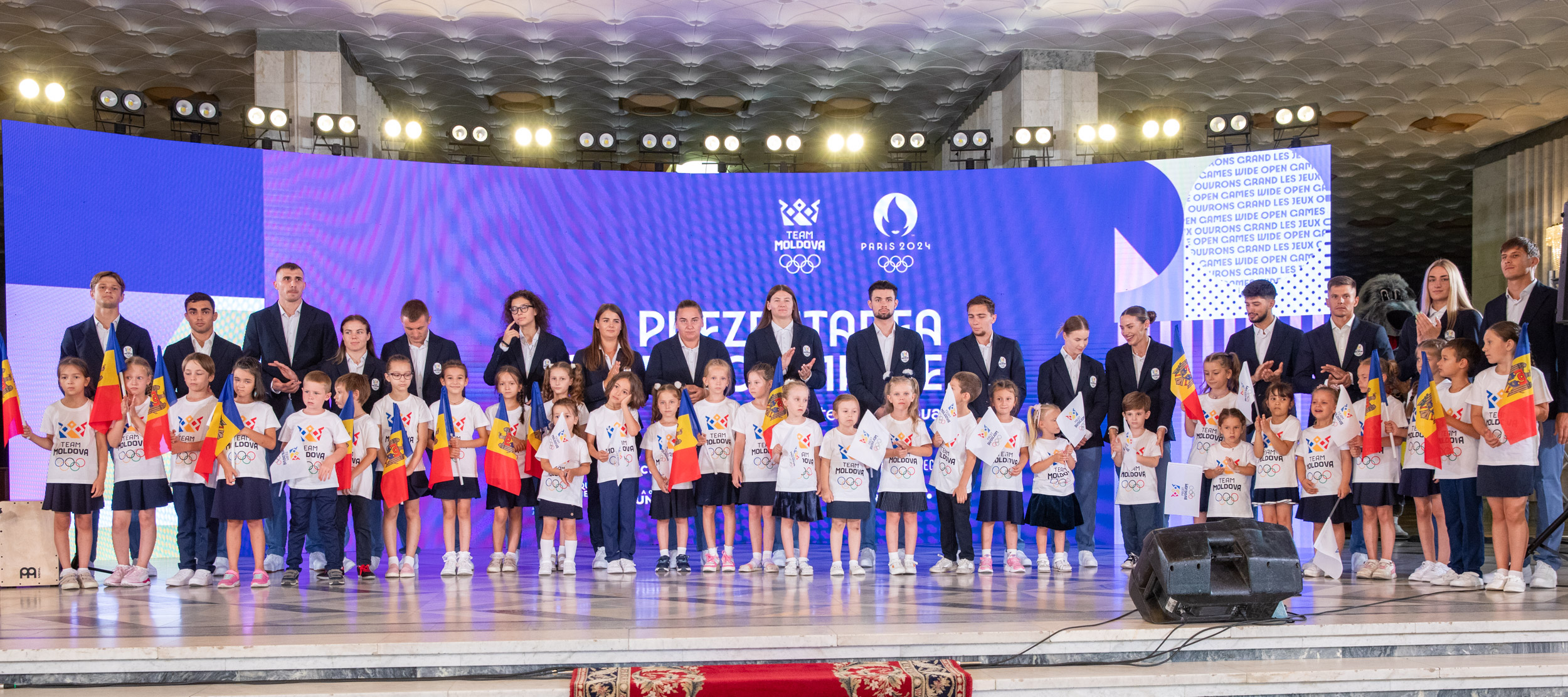
Lotul Republicii Moldova

Republica Moldova a participat la Jocurile Olimpice de vară din 2024 care au avut loc la Paris, Franța, în perioada  26 iulie-11 august 2024. Dan Olaru și Alexandra Mîrca au purtat drapelul Republicii Moldova la festivitatea de deschidere. Anastasia Nichita și Serghei Tarnovschi au fost aleși să poarte drapelul la cermonia de închidere.

## Medaliați
| Medalie | Nume               | Sport       | Probă      | Dată     |
| ------- | ------------------ | ----------- | ---------- | -------- |
| Argint  | Anastasia Nichita  | Lupte       | −57 kg     | 9 august |
| Bronz   | Denis Vieru        | Judo        | −66 kg     | 28 iulie |
| Bronz   | Adil Osmanov       | Judo        | −73 kg     | 29 iulie |
| Bronz   | Serghei Tarnovschi | Caiac canoe | C-1 1000 m | 9 august |

## Participanți
Delegația cuprinde 26 de sportivi.
| Sport         | Masculin | Feminin | Total |
| ------------- | -------- | ------- | ----- |
| Atletism      | 2        | 3       | 5     |
| Caiac-canoe   | 1        | 2       | 3     |
| Echitație     | 0        | 1       | 1     |
| Haltere       | 1        | 0       | 1     |
| Judo          | 3        | 0       | 3     |
| Lupte         | 4        | 3       | 7     |
| Natație       | 1        | 1       | 2     |
| Tenis de masă | 1        | 0       | 1     |
| Tir           | 0        | 1       | 1     |
| Tir cu arcul  | 1        | 1       | 2     |
| Total         | 14       | 12      | 26    |

## Atletism
Probe pe teren
| Atlet               | Probă                         | Calificare | Calificare | Finală       | Finală       |
| Atlet               | Probă                         | Distanță   | Loc        | Distanță     | Loc          |
| ------------------- | ----------------------------- | ---------- | ---------- | ------------ | ------------ |
| Serghei Marghiev    | Aruncarea ciocanului masculin | 73,46      | 18         | nu a avansat | nu a avansat |
| Andrian Mardare     | Aruncarea suliței masculin    | 84,13      | 9 C        | 80,10        | 12           |
| Zalina Marghieva    | Aruncarea ciocanului feminin  | 67,84      | 22         | nu a avansat | nu a avansat |
| Dimitriana Bezede   | Aruncarea greutății feminin   | 16,35      | 27         | nu a avansat | nu a avansat |
| Alexandra Emilianov | Aruncarea discului feminin    | 64,33      | 6 C        | 58,08        | 11           |

## Caiac canoe

### Sprint
| Sportiv                     | Probă               | Serie   | Serie | Sferturi de finală | Sferturi de finală | Semifinale   | Semifinale   | Finală       | Loc |
| Sportiv                     | Probă               | Timp    | Loc   | Timp               | Loc                | Timp         | Loc          | Timp         | Loc |
| --------------------------- | ------------------- | ------- | ----- | ------------------ | ------------------ | ------------ | ------------ | ------------ | --- |
| Serghei Tarnovschi          | C-1 1000 m masculin | 3:49,27 | 1     | PAS                | PAS                | 3:45,33      | 2 FA         | 3:44,68      | 3   |
| Daniela Cociu               | C-1 200 m feminin   | 49,14   | 4     | 48,93              | 3                  | nu a avansat | nu a avansat | nu a avansat | 23  |
| Maria Olărașu               | C-1 200 m feminin   | 50,14   | 7     | 52,03              | 7                  | nu a avansat | nu a avansat | nu a avansat | 29  |
| Daniela Cociu Maria Olărașu | C-2 500 m feminin   | 1:58,81 | 4     | 1:56,22            | 2                  | 1:56,66      | 4 FA         | 1:56,96      | 7   |

Legendă calificare: FA = Calificarea la finală (medalie); FB = Calificarea la finala B (fără medalie)

## Echitație

### Dresaj
| Sportiv      | Cal         | Probă      | Grand Prix | Grand Prix | Grand Prix Freestyle | Grand Prix Freestyle | Total        | Total        |
| Sportiv      | Cal         | Probă      | Score      | Rank       | Technical            | Artistic             | Rezultat     | Loc          |
| ------------ | ----------- | ---------- | ---------- | ---------- | -------------------- | -------------------- | ------------ | ------------ |
| Alisa Glinka | Abercrombie | Individual | 66,056     | 53         | nu a avansat         | nu a avansat         | nu a avansat | nu a avansat |

## Haltere
| Sportiv    | Probă           | Smuls    | Smuls | Aruncat  | Aruncat | Total | Loc |
| Sportiv    | Probă           | Rezultat | Loc   | Rezultat | Loc     | Total | Loc |
| ---------- | --------------- | -------- | ----- | -------- | ------- | ----- | --- |
| Marin Robu | -89 kg masculin | 175      | 3     | 208      | 4       | 383   | 4   |

## Judo
| Sportiv        | Categorie      | Primul tur        | Al doilea tur              | Optimi                  | Sfert de finală           | Semifinală         | Recalificări      | Finală / FM            | Finală / FM |
| Sportiv        | Categorie      | Adversar Rezultat | Adversar Rezultat          | Adversar Rezultat       | Adversar Rezultat         | Adversar Rezultat  | Adversar Rezultat | Adversar Rezultat      | Loc         |
| -------------- | -------------- | ----------------- | -------------------------- | ----------------------- | ------------------------- | ------------------ | ----------------- | ---------------------- | ----------- |
| Denis Vieru    | 66 kg masculin | N/A               | PAS                        | Saha (FIN) C 01–00      | Bunčić (SRB) C 10–00      | Abe (JPN) P 00–01  | N/A               | Khyar (FRA) C 01–00    | 3           |
| Adil Osmanov   | 73 kg masculin | N/A               | Yonezuka (USA) C 10–00     | Yuldoshev (UZB) C 10–00 | Erdenebayar (MGL) C 10–00 | Gaba (FRA) P 00–10 | N/A               | Lombardo (ITA) C 10–00 | 3           |
| Mihail Latișev | 81 kg masculin | PAS               | Grigalașvili (GEO) P 00–10 | nu a avansat            | nu a avansat              | nu a avansat       | nu a avansat      | nu a avansat           | =17         |

## Lupte
Masculin stil liber
| Sportiv        | Categorie | Primul tur             | Sferturi de finală | Semifinală        | Recalificări        | Finală / FM       | Finală / FM |
| Sportiv        | Categorie | Adversar Rezultat      | Adversar Rezultat  | Adversar Rezultat | Adversar Rezultat   | Adversar Rezultat | Loc         |
| -------------- | --------- | ---------------------- | ------------------ | ----------------- | ------------------- | ----------------- | ----------- |
| Maxim Saculțan | −65 kg    | Kiyooka (JPN) P 0–10   | nu a avansat       | nu a avansat      | Rivera (PUR) P 4–15 | nu a avansat      | 9           |
| Radu Lefter    | −97 kg    | Baranowski (POL) P 2–8 | nu a avansat       | nu a avansat      | nu a avansat        | nu a avansat      | 13          |

Masculin stil greco-roman
| Sportiv        | Categorie | Primul tur                 | Sferturi de finală  | Semifinală        | Recalificări      | Finală / FM       | Finală / FM |
| Sportiv        | Categorie | Adversar Rezultat          | Adversar Rezultat   | Adversar Rezultat | Adversar Rezultat | Adversar Rezultat | Loc         |
| -------------- | --------- | -------------------------- | ------------------- | ----------------- | ----------------- | ----------------- | ----------- |
| Victor Ciobanu | −60 kg    | Se-ung (PRK) P 3–10        | nu a avansat        | nu a avansat      | nu a avansat      | nu a avansat      | 15          |
| Valentin Petic | −67 kg    | Almanza Truyol (CHI) C 4–0 | Jafarov (AZE) P 1–3 | nu a avansat      | nu a avansat      | nu a avansat      | 7           |

Feminin stil liber
| Sportivă          | Categorie | Primul tur              | Sferturi de finală     | Semifinală          | Recalificări      | Finală / FM         | Finală / FM |
| Sportivă          | Categorie | Adversar Rezultat       | Adversar Rezultat      | Adversar Rezultat   | Adversar Rezultat | Adversar Rezultat   | Loc         |
| ----------------- | --------- | ----------------------- | ---------------------- | ------------------- | ----------------- | ------------------- | ----------- |
| Mariana Drăguțan  | −53 kg    | Ana (ROU) P 0–5         | nu a avansat           | nu a avansat        | nu a avansat      | nu a avansat        | 14          |
| Anastasia Nichita | −57 kg    | Paruszewski (GER) C 9–0 | Penalber (BRA) C 5VT–0 | Kexin (CHN) C 2VT–7 | PAS               | Sakurai (JPN) P 0–6 | 2           |
| Irina Rîngaci     | −68 kg    | Sol-gum (PRK) P 6–10    | nu a avansat           | nu a avansat        | nu a avansat      | nu a avansat        | 10          |

Legendă:
- VT (puncte de clasare: 5–0 sau 0–5) – Victorie prin cădere.
- VB (puncte de clasare: 5–0 sau 0–5) – victorie prin accidentare
- PP (puncte de clasare: 3–1 sau 1–3) – Decizie după puncte – învinsul prin puncte tehnice.
- PO (puncte de clasare: 3–0 sau 0–3) – Decizie după puncte – învinsul fără puncte tehnice.
- ST (puncte de clasare: 4–0 sau 0–4) – Superioritate – învinsul fără puncte tehnice și cu o marjă de victorie de cel puțin 8 (greco-romane) sau 10 (libere) puncte.
- SP (puncte de clasare: 4–1 v 1–4) – Superioritate tehnică – învinsul cu puncte tehnice și o marjă de victorie de cel puțin 8 (greco-romane) sau 10 (liber) puncte.

## Natație
| Sportiv          | Probă                | Calificări | Calificări | Semifinale   | Semifinale   | Finală       | Finală       |
| Sportiv          | Probă                | Timp       | Loc        | Timp         | Loc          | Timp         | Loc          |
| ---------------- | -------------------- | ---------- | ---------- | ------------ | ------------ | ------------ | ------------ |
| Pavel Alovațki   | 400 m liber masculin | 3:59,77    | 31         | nu a avansat | nu a avansat | nu a avansat | nu a avansat |
| Tatiana Salcuțan | 200 m spate feminin  | 2:13,20    | 23         | nu a avansat | nu a avansat | nu a avansat | nu a avansat |

## Tenis de masă
| Sportiv        | Probă           | Preliminar        | Runda 1           | Runda 2           | Optimi            | Sferturi de finală | Semifinale        | Finală / FM       | Loc |
| Sportiv        | Probă           | Adversar Rezultat | Adversar Rezultat | Adversar Rezultat | Adversar Rezultat | Adversar Rezultat  | Adversar Rezultat | Adversar Rezultat | Loc |
| -------------- | --------------- | ----------------- | ----------------- | ----------------- | ----------------- | ------------------ | ----------------- | ----------------- | --- |
| Vladislav Ursu | Simplu masculin | K Jha (USA) P 0–4 | nu a avansat      | nu a avansat      | nu a avansat      | nu a avansat       | nu a avansat      | nu a avansat      | =65 |

## Tir
| Sportiv    | Probă                               | Calificări | Calificări | Semifinală   | Semifinală   | Finală       | Finală       |
| Sportiv    | Probă                               | Puncte     | Loc        | Puncte       | Loc          | Puncte       | Loc          |
| ---------- | ----------------------------------- | ---------- | ---------- | ------------ | ------------ | ------------ | ------------ |
| Anna Dulce | pistol cu aer comprimat 10m feminin | 569        | 28         | nu a avansat | nu a avansat | nu a avansat | nu a avansat |

## Tir cu arcul
| Sportiv                   | Proba               | Runda de clasament | Runda de clasament | Runda 1                | Runda 2            | Optimi            | Sferturi          | Semifinale        | Finala / MMB      | Loc |
| Sportiv                   | Proba               | Rezultat           | Loc                | Adversar Rezultat      | Adversar Rezultat  | Adversar Rezultat | Adversar Rezultat | Adversar Rezultat | Adversar Rezultat | Loc |
| ------------------------- | ------------------- | ------------------ | ------------------ | ---------------------- | ------------------ | ----------------- | ----------------- | ----------------- | ----------------- | --- |
| Dan Olaru                 | Individual masculin | 671                | 18                 | Quốc Phong (VIE) C 6–0 | Arcila (COL) P 2–6 | nu a avansat      | nu a avansat      | nu a avansat      | nu a avansat      | =17 |
| Alexandra Mîrca           | Individual feminin  | 631                | 51                 | Mashayikh (MAS) P 0–6  | nu a avansat       | nu a avansat      | nu a avansat      | nu a avansat      | nu a avansat      | =33 |
| Dan Olaru Alexandra Mîrca | Echipe mixt         | 1302               | 22                 | N/A                    | N/A                | nu au avansat     | nu au avansat     | nu au avansat     | nu au avansat     | 22  |

## Legături externe
Materiale media legate de Republica Moldova la Jocurile Olimpice de vară din 2024 la Wikimedia Commons
- Lotul Republicii Moldova la Jocurile Olimpice Paris 2024 la Comitetul Național Olimpic și Sportiv din Republica Moldova
- en  TEAM/NOC ATHLETES REPUBLIC OF MOLDOVA la olympics.com